# Ana y los lobos
Ana y los lobos is een Spaanse dramafilm uit 1973 onder regie van Carlos Saura.

## Verhaal
Het Britse kindermeisje Ana leert de geheimen van een Spaanse familie kennen. Uit medeleven speelt ze het spel mee, totdat de oude moeder haar autoriteit bedreigd ziet en haar zonen tegen Ana verenigt.

## Rolverdeling
| Acteur                | Personage |
| --------------------- | --------- |
| Geraldine Chaplin     | Ana       |
| Fernando Fernán Gómez | Fernando  |
| José María Prada      | José      |
| José Vivó             | Juan      |
| Rafaela Aparicio      | Moeder    |
| Charo Sariano         | Luchy     |
| Marisa Porcel         | Amparo    |
| Anny Quinas           |           |
| Nuria Lage            | Natalia   |
| María José Puerta     | Carlota   |
| Sara Gil              | Victoria  |